# Trixagus elateroides
Trixagus elateroides is een keversoort uit de familie dwergkniptorren (Throscidae). De wetenschappelijke naam van de soort werd in 1841 gepubliceerd door Oswald Heer.